# Kweneng
Kweneng – wieś w Botswanie w dystrykcie Kweneng. Według spisu ludności z 2011 roku wieś liczyła 570 mieszkańców.